# Halme viridana
Halme viridana är en skalbaggsart som beskrevs av Charles Joseph Gahan 1907. Halme viridana ingår i släktet Halme och familjen långhorningar. Inga underarter finns listade i Catalogue of Life.